# Pixonic
Pixonic ist ein Spielentwickler mit Hauptsitz in Moskau. Im Jahr 2013 hat Pixonic sich auf den Markt mit Spielen für Mobilgeräte spezialisiert. Das Hauptprojekt der Firma ist War Robots (ehemals Walking War Robots).

## Geschichte der Firma
Elena Masolova gründete Pixonic 2009. Das Hauptziel der Firma war das Entwickeln und Veröffentlichen von Spielen für soziale Plattformen. 2011 erhielt Pixonic eine Investition von 5 Millionen Dollar als Teil der „C“-Runde, nachdem Pixonic das erste firmeneigene Spiel Robinson veröffentlicht hatte.
2013 wurde Philipp Gladkov CEO von Pixonic. Im gleichen Jahr veröffentlichte Pixonic mit War Robots eines der aktuell lukrativsten Projekten von Pixonic, das pro Monat mehr als 1,3 Mio. einspielt.
Am 30. September 2016 wurde Pixonic von der Mail.ru Group aufgekauft.